# Mayazomus loobil
Espèce
Mayazomus loobil est une espèce de schizomides de la famille des Hubbardiidae.

## Distribution
Cette espèce est endémique du Chiapas au Mexique. Elle se rencontre vers La Trinitaria.

## Description
Les mâles mesurent de 3,16 à 4,28 mm et les femelles de 4,16 à 4,88 mm.

## Publication originale
- Monjaraz-Ruedas & Francke, 2015 : Taxonomic revision of the genus Mayazomus Reddell & Cokendolpher, 1995 (Schizomida: Hubbardiidae), with description of five new species from Chiapas, Mexico. Zootaxa, no 3915(4), p. 451-490.